# Liste der Bodendenkmale in der Samtgemeinde Nordhümmling
In der Liste der Bodendenkmale in der Samtgemeinde Nordhümmling sind die Bodendenkmale der niedersächsischen Samtgemeinde Nordhümmling aufgeführt. Die Quelle ist der Denkmalatlas Niedersachsen.
- Bitte beachten Sie, dass diese Liste keinen Anspruch auf Vollständigkeit erhebt.
- Die Angaben ersetzen nicht die rechtsverbindliche Auskunft der zuständigen Denkmalschutzbehörde.
- Es sind nur Daten aus dem Denkmalatlas verarbeitet.
- Der Stand der Liste ist der 31. März 2025.

Samtgemeinde Nordhümmling im Landkreis Emsland

## Allgemein
In den Spalten finden sich folgende Informationen des Bodendenkmales:
| Lage         | geographische Koordinaten                                                           |
| Bezeichnung  | Bezeichnung lt. Denkmalatlas                                                        |
| Beschreibung | Beschreibung lt. Denkmalatlas                                                       |
| ID           | Objekt-ID                                                                           |
| Bild         | Bild, ggf. zusätzlich mit Link zu weiteren Fotos im Medienarchiv Wikimedia Commons. |

## Surwold
| Lage                        | Bezeichnung           | Beschreibung | ID       | Bild |
| --------------------------- | --------------------- | --- | -------- | ---- |
| 52° 57′ 20″ N, 7° 31′ 54″ O | Surwold 9, Grabhügel  | Durchmesser ca. 14,5 m und Höhe ca. 1,1 m. Rund, in Nordhälfte ausgefahrene Waldschneise.                           | 28967088 | BW   |
| 52° 57′ 18″ N, 7° 31′ 53″ O | Surwold 10, Grabhügel | Durchmesser ca. 12,5 m und Höhe ca. 1,1 m. Rund mit ebenmäßiger Wölbung.                                            | 28967089 | BW   |
| 52° 57′ 17″ N, 7° 31′ 56″ O | Surwold 11, Grabhügel | Durchmesser ca. 13 m und Höhe ca. 1,1 m. Rund.                                                                      | 28967080 | BW   |
| 52° 57′ 55″ N, 7° 31′ 10″ O | Surwold 14, Grabhügel | Durchmesser ca. 13 m und Höhe ca. 1,1 m. Länglich, Raubgrabung im Zentralbereich, Maße der Eingrabung 3 × 2 × 0,6 m | 28967092 | BW   |

### Surwold 2
- ID:28967078
- Gräberfelde 100 × 120 m, Durchmesser der Grabhügel 13 – 18 m, durchschnittlich 1 m hoch. Ovale bis runde Formen.

| Lage                        | Bezeichnung | Beschreibung                                                       | ID       | Bild |
| --------------------------- | ----------- | ------------------------------------------------------------------ | -------- | ---- |
| 52° 57′ 25″ N, 7° 31′ 47″ O | Surwold 2   | Durchmesser ca. 16 m und Höhe ca. 1,1 m. Rund, flache Gipfelmulde. | 28967081 | BW   |
| 52° 57′ 24″ N, 7° 31′ 44″ O | Surwold 3   | Durchmesser ca. 18 m und Höhe ca. 1,2 m. Rund.                     | 28967082 | BW   |
| 52° 57′ 26″ N, 7° 31′ 45″ O | Surwold 4   | Durchmesser ca. 16,5 m und Höhe ca. 1,2 m. Rund.                   | 28967083 | BW   |
| 52° 57′ 25″ N, 7° 31′ 43″ O | Surwold 5   | Durchmesser ca. 14,5 m und Höhe ca. 1,1 m. Rund.                   | 28967084 | BW   |
| 52° 57′ 26″ N, 7° 31′ 42″ O | Surwold 6   | Größe ca. 13,5 × 11 m und Höhe ca. 1,1 m. Fast rund.               | 28967079 | BW   |
| 52° 57′ 27″ N, 7° 31′ 43″ O | Surwold 7   | Größe ca. 14 × 12 m und Höhe ca. 1 m. Fast rund.                   | 28967085 | BW   |